# علی الزبیدی
علی الزبیدی (عربی: علي فرج الزبيدي؛ زادهٔ ۴ ژانویهٔ ۱۹۹۳) یک ورزشکار اهل عربستان سعودی است.
از باشگاه‌هایی که در آن بازی کرده‌است می‌توان به باشگاه فوتبال الاهلی عربستان سعودی، و باشگاه فوتبال الاتفاق عربستان سعودی، باشگاه فوتبال الاهلی عربستان سعودی، و تیم ملی فوتبال عربستان سعودی اشاره کرد.
وی همچنین در تیم‌های ملی فوتبال Saudi Arabia U23 عربستان سعودی بازی کرده است.